# 紅谷庵
紅谷庵（こうこくあん）とは、大阪府堺市にある曹洞宗の寺院。

## 歴史
紅谷庵は曹洞宗に属する寺院で、山号は天王山といい、本尊は十一面観世音菩薩である。大永年間(1521～1527年)に堺大小路在住の豪商紅屋喜平がこの地に草庵を建てたのが始まりとされている。1518年（永正15年）に牡丹花肖柏が北摂の池田から、戦乱を逃れて堺に移って紅屋の世話になり、ここに隠棲し、以来、紅屋の庵、紅庵（べにあん）又は紅谷庵と呼ばれるようになった。
肖柏は、当時の裕福で経済力のあった堺の商人たちから、文芸活動や生活を支えられ、彼らに和歌や連歌の指導を始めた。また宗祇から始まる古今伝授を受け継ぎ、「堺伝授」と呼ばれる系譜を作った。
しかし、その後、浄土僧是得が居住、諸宗の徒も来往したが、元和以後、寺地も金屋伊右衞門の私有に帰し、荒廃した。1854年（安政元年）泉郡信太村（現在の和泉市）蔭涼寺の住職、環溪密雲が堺附近に托鉢の際、当庵の荒廃を見てこれを惜み、一貫五百匁を出金して当庵を譲り受け、自ら来住して大修繕を加えて、僧侶養成の法を講じ、五十余員の僧侶を安住させた。
堺の櫛屋町にすむ土川茂平が、深く環溪の高風を欣慕し、これを支援したが、環溪が武蔵の世田谷の豪德寺に転住し、後を継ぐものなく、再び廃庵に帰せんとした。1868年（明治元年）、環溪 が山城宇治の興聖寺に昇住するに及び、土川と再興を企て、本堂及び庫裏等を建立し、興聖寺末として高弟の眉柏祖禅を住職たらしめ、維持の法を定めて1870年（明治3年）天王山紅谷庵と公称した。1872年（明治5年）11月寺格を昇し、曹洞宗最高の格位である常恒会地となった。

## 境内
本堂
鐘楼
釈迦苦行像

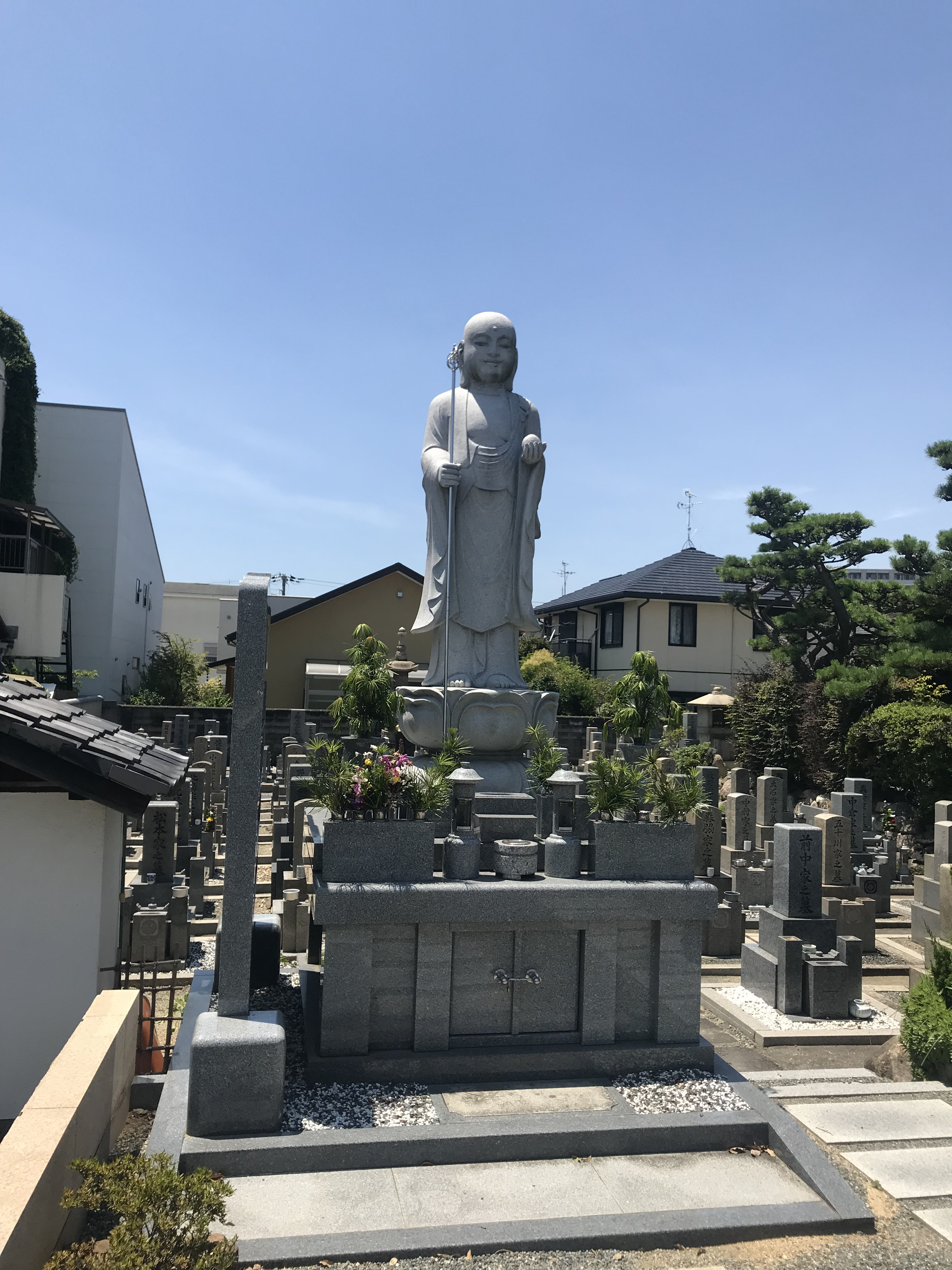
仏像
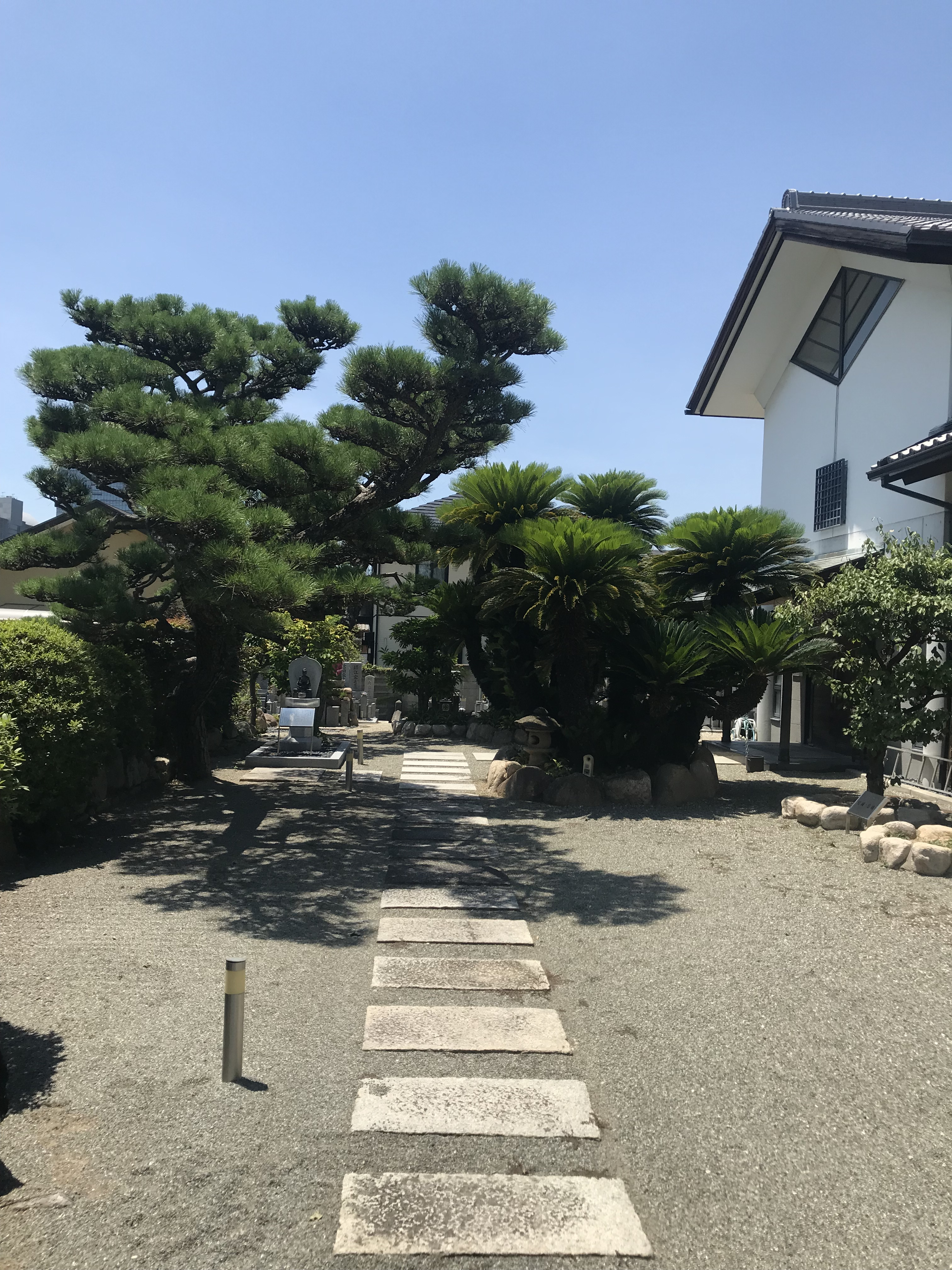
境内
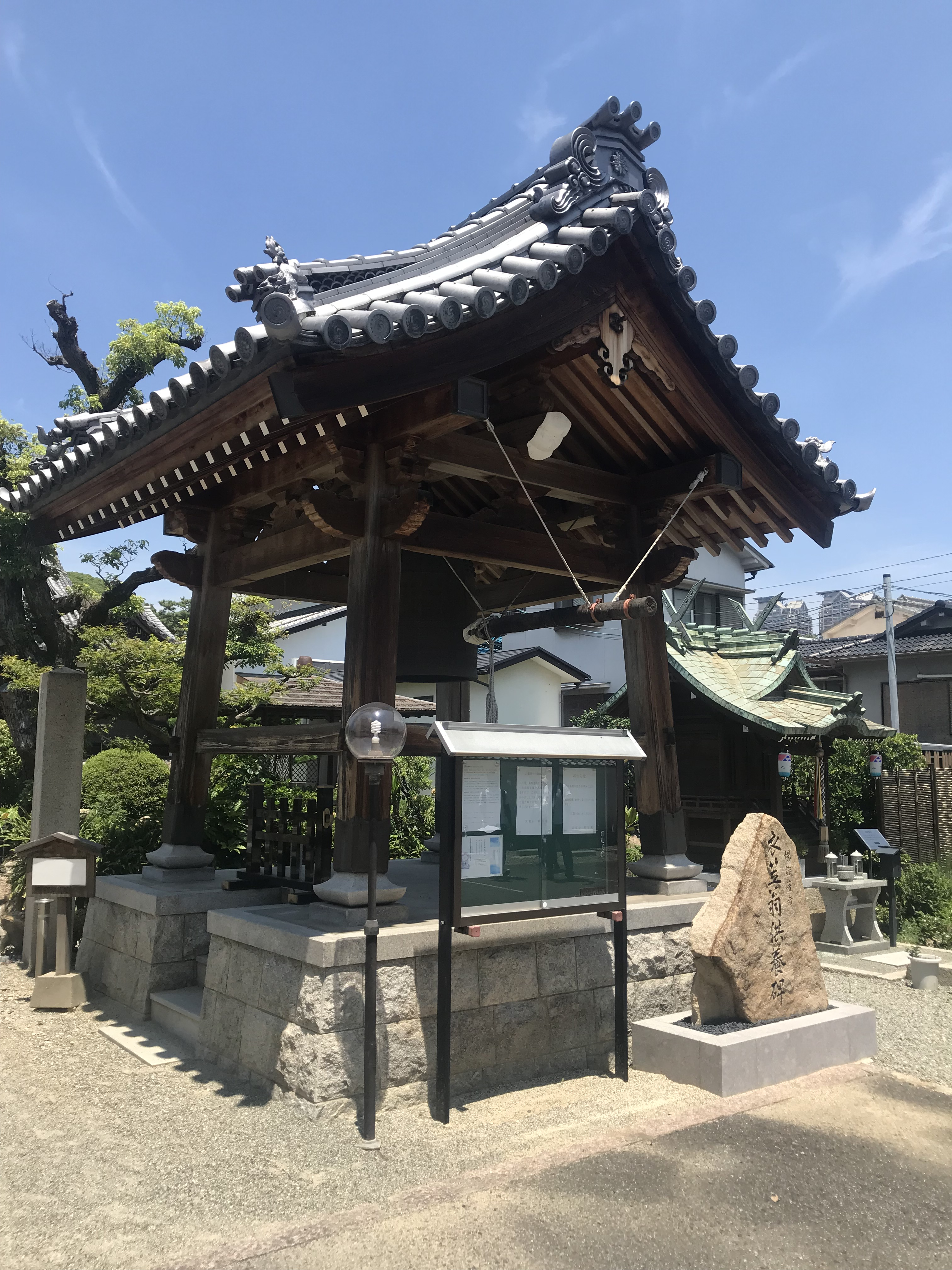
鐘楼
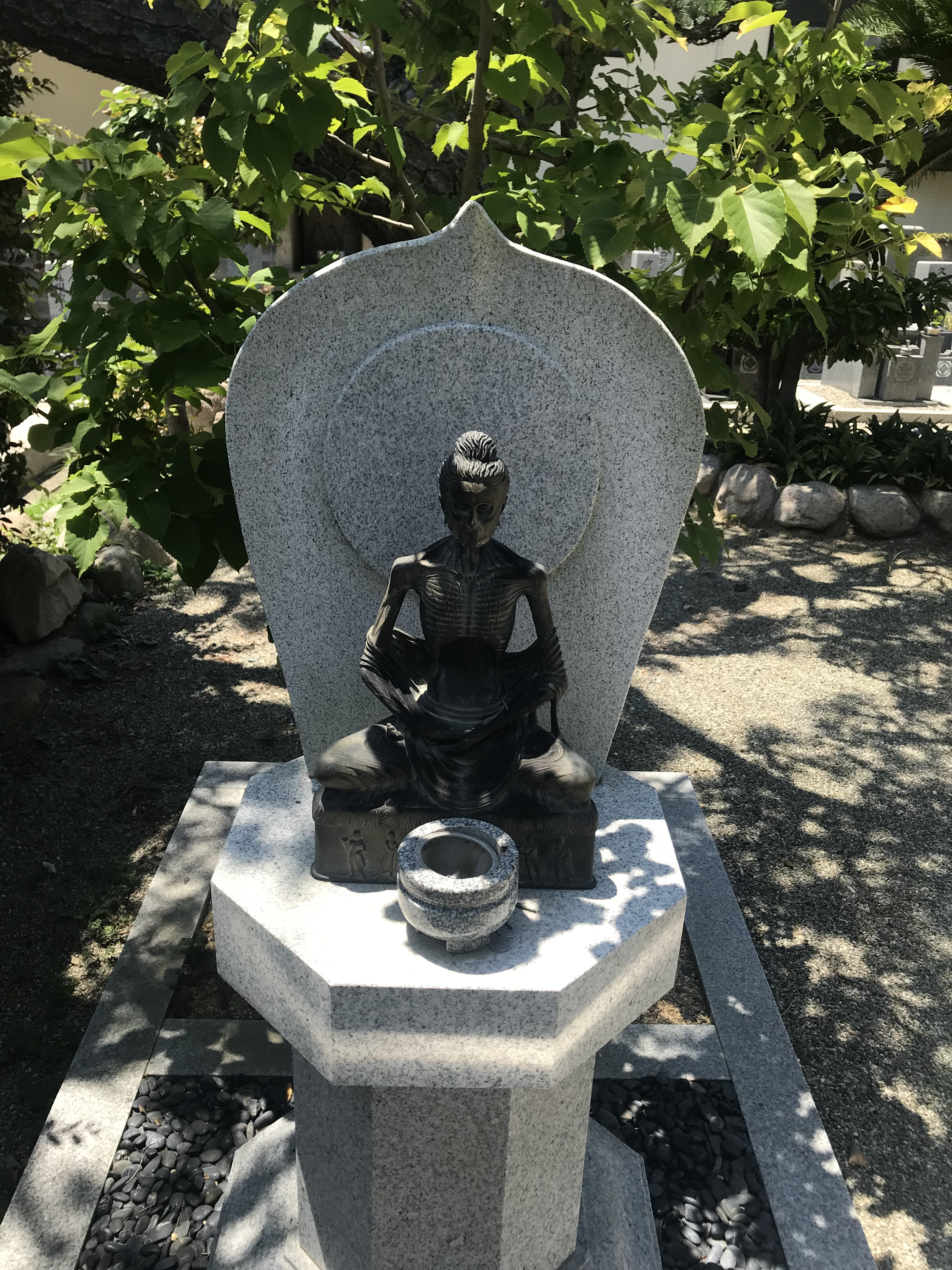
釈迦苦行像

## 交通アクセス
- 南海高野線堺東駅から徒歩10分